# タムシン・グレイグ
タムシン・グレイグ（Tamsin Greig、1966年7月12日 - ）は、イギリスの女優。

## 出演作品
- マット・ルブランの元気か〜い?ハリウッド!2（ベヴァリー・リンカーン）
- マット・ルブランの元気か〜い?ハリウッド!（ベヴァリー・リンカーン）
- タマラ・ドゥルー～恋のさや当て～ （ベス・ハーディメント）
- エマ ～恋するキューピッド～
- アンネの日記
- マリーゴールド・ホテル 幸せへの第二章 The Second Best Exotic Marigold Hotel (2015) （ラヴィニア・ビーチ）
- オフィシャル・シークレット Official Secrets (2019) (エリザベス・ウィルムシャースト)